# Mirror’s Edge
Mirror’s Edge – komputerowa, przygodowa gra akcji przedstawiona z perspektywy pierwszej osoby, opracowana przez studio EA DICE i wydana przez przedsiębiorstwo Electronic Arts.
Zapowiedź gry została opublikowana 10 lipca 2007 roku. W listopadzie 2008 roku zostały wydane wersje na konsole PlayStation 3 i Xbox 360, w styczniu 2009 roku ukazała się wersja dla komputerów osobistych z systemem Windows, a 1 kwietnia 2010 roku dla systemu iOS. W grze wykorzystano silnik Unreal Engine 3 wyposażony w nowy system oświetlenia produkcji firmy Illuminate Labs o nazwie Beast, opracowany przy współpracy ze studiem EA DICE.
Gra utrzymana jest w jaskrawej kolorystyce i różni się od wielu innych gier z widokiem pierwszoosobowym możliwością wykonywania licznych czynności, takich jak: zjeżdżanie po barierkach, akrobacje, balansowanie na krawędziach, a także dużą swobodą ruchu, brakiem HUD-a oraz możliwością obserwowania rąk, nóg lub torsu bohaterki na ekranie. Akcja osadzona jest w futurystycznym antyutopijnym społeczeństwie, w którym grupa tak zwanych Sprinterów (w tym główna bohaterka gry – Faith) pełni funkcję kurierów dostarczających przesyłki poza kontrolą rządu. Gracz prowadzi Faith przez dachy, place budowy i szyby wentylacyjne, omijając przeszkody za pomocą akrobacji inspirowanych parkourem w stylu trójwymiarowej gry platformowej.
Mirror’s Edge otrzymał pozytywne recenzje; serwis Metacritic na podstawie 44 recenzji wystawił grze (w wersji na PC) ocenę 81/100. Szczególnie chwalono oryginalność gry i rozbudowany świat, natomiast krytykowano fabułę, rozgrywkę i krótki czas gry.
Ścieżka dźwiękowa Mirror’s Edge – Still Alive: The Remixes – zawiera piosenkę „Still Alive” w wykonaniu szwedzkiej piosenkarki Lisy Miskovsky. Piosenka i jej remiksy stanowią główny podkład muzyczny gry.
W czerwcu 2016 wydano na platformy Microsoft Windows, PlayStation 4 i Xbox One reboot gry zatytułowany Mirror’s Edge Catalyst.

## Fabuła
Akcja gry ma miejsce w nieznanym utopijnym mieście, gdzie życie jest komfortowe, a przestępczość niemal nie istnieje. Ten stan jest spowodowany przez dominację w nim totalitarnego reżimu, który monitoruje całe społeczeństwo oraz kontroluje media. Opracował on restrykcyjne przepisy, które bezwzględnie zakazały palenia papierosów; dodatkowo przeprowadza on fikcyjne procesy sądowe, aby zachować pozory demokracji. Osiemnaście lat przed wydarzeniami z gry siły reżimu otworzyły ogień do demonstrantów, którzy nie zgadzali się z ich polityką, zabijając wielu cywilów. Akcja rozpoczyna się, gdy w mieście odbywają się wybory nowego burmistrza. Kontrkandydatem obecnie panującego Callaghana jest Robert Pope.

### Tematyka
Według producenta Owena O’Briena, [Mirror’s Edge] pyta, ile swojej prywatnej wolności jesteś w stanie poświęcić dla wygodniejszego życia. To nie jest tylko jedna dziewczyna przeciw państwu policyjnemu. To jest bardziej subtelne.
Jako inspirację do stworzenia gry O’Brien wskazuje serial telewizyjny Firefly i film Serenity. W wywiadzie dla serwisu Gamasutra mówił, że:

Podstawą tych filmów było to, że nie można zmusić ludzi do życia według twoich zasad i twojego społeczeństwa, nawet jeśli twoje społeczeństwo jest lepsze.[...] W Serenity robotnik mówi wprost: „To nie jest imperium zła. Po prostu nie rozumiemy, dlaczego nie chcesz dołączyć do naszego wesołego klubu”. Oczywiście oni idą za daleko, ale tego typu elementy również pojawiają się w naszej grze.

### Bohaterowie
- Faith Connors – 24-letnia główna bohaterka gry. Ma ona charakterystyczne tatuaże: jeden na ramieniu, a drugi wokół prawego oka, podobny do loga gry. Jest ona Sprinterką, dostarcza przesyłki do różnych grup unikających komunikacji przez kontrolowane telefony i pocztę elektroniczną[18]. Stosunek Faith do totalitarnego rządu wyklarował się w przeszłości. Jej rodzice brali udział w protestach mających nie dopuścić reżimu do przejęcia władzy nad miastem. Matka bohaterki zginęła w trakcie listopadowych zamieszek, spacyfikowanych przez służby bezpieczeństwa. Po tym wydarzeniu Faith (w wieku 16 lat) uciekła z domu i zamieszkała na ulicy, utrzymując się z kradzieży. Podczas jednego z włamań spotkała Merkurego, który zaproponował jej szkolenie. Dzięki temu Faith dołączyła do Sprinterów. W angielskiej wersji językowej dubbingowana jest przez Jules de Jongh[19], w polskiej przez Aleksandrę Popławską[20].
- Merkury (Merc) – były Sprinter, który obecnie zajmuje się trenowaniem nowych Sprinterów, szukaniem im pracy i zapewnianiem dla nich informacji podczas wykonywania zleceń[21]. W angielskiej wersji językowej dubbinguje go Glenn Wrage[22], a w polskiej Andrzej Chudy[23].
- Kate Connors – bliźniacza siostra Faith, oficer policji. Z charakteru jest całkowitym przeciwieństwem siostry. Cechuje ją rozsądek i ufność; wstąpiła do policji, by móc chronić miasto. Mimo różnic ufa Faith i odczuwa do niej duży sentyment. W angielskiej wersji dubbinguje ją Philippa Alexander[22], natomiast w polskiej wersji Brygida Turowska[24].
- Scyzor – były Sprinter. Jest bezczelny i arogancki w stosunku do Faith, jednak będzie ona zmuszona prosić go o pomoc. W angielskiej wersji głosu użycza mu Tim Dale[22], w polskiej Jarosław Boberek[25].
- Pozostałymi bohaterami są: Sprinterka Celeste, ochroniarz Travis „Ropeburn” Burfield oraz szef policji por. Miller[26].

### Streszczenie
Dawniej to miasto pulsowało energią. Brudne i niebezpieczne, ale żywe i cudowne. Teraz jest zupełnie inne. Zmiany przyszły powoli. Większość nie zdawała sobie z nich sprawy albo miała to gdzieś. Wybierali komfortowe życie, ale nie wszyscy. Ci, którzy nie chcieli się z tym pogodzić, zostali zepchnięci na margines. Kryminalni zostali naszymi klientami. Zwiemy się sprinterzy. Egzystujemy na krawędzi między blaskiem a rzeczywistością. Na skraju lustra. Unikamy kłopotów. Gdy nie jesteśmy na widoku, psy nie czepiają się nas. Sprinterzy inaczej postrzegają miasto. Dla nas to flow. Dla nas te dachy stają się ścieżkami, możliwościami i drogami ucieczki. Flow trzyma nas w biegu. Trzyma nas przy życiu.

Po dostarczeniu przesyłki Celeste, Faith dowiaduje się od Merka, że jej siostra ma kłopoty w biurze Pope’a – kandydata na stanowisko burmistrza. Kiedy tam przybywa, zastaje Kate stojącą nad jego ciałem. Upiera się, że została wrobiona w morderstwo i prosi Faith, by zbadała, dlaczego ktoś to zrobił. Sprinterka znajduje w ręce Pope’a kawałek kartki z napisanym słowem Icarus. W międzyczasie do budynku przybywa policja. Kate zostaje w biurze, by odwrócić uwagę funkcjonariuszy w celu umożliwienia ucieczki siostry. Od byłego Sprintera, Scyzora, Faith dowiaduje się, że w zabójstwo może być zamieszany szef ochrony Pope’a – były zapaśnik Travis Burfield, używający pseudonimu Ropeburn. Dodatkowo, na żądanie siostry, spotyka się z szefem policji – Millerem, ale ledwo udaje jej się uniknąć aresztowania. Po pewnym czasie dociera ona do biura Ropeburna, którego udaje jej się podsłuchać. Ustala on spotkanie w nowym miejscu w śródmieściu. Na spotkaniu były zapaśnik odkrywa obecność Faith i atakuje ją, jednak Sprinterce udaje się zrzucić go z dachu. Próbuje ona przesłuchać trzymającego się krawędzi Ropeburna, jednak zanim zdołał jej odpowiedzieć, został zastrzelony przez nieznanego zabójcę.
Z braku dalszych poszlak Faith decyduje się zbadać firmę ochroniarską, która wspiera policję w walce ze Sprinterami. Odkrywa, że to oni stoją za tak zwanym Projektem Icarus, mającym na celu wyszkolić specjalną jednostkę pościgową dysponującą tymi samymi umiejętnościami co Sprinterzy. Dowody wskazujące na ślad mordercy Ropeburna skierowały Faith na jeden ze statków w porcie. Tam, po długiej walce z asasynem, odkrywa, że jest nim jej przyjaciółka Celeste, która w zamian za bezpieczeństwo współdziała z twórcami projektu. Chciała ona, by Faith również rozważyła taką możliwość. Przybycie policji dało jej czas na ucieczkę.
W międzyczasie Kate została skazana za zabójstwo Pope’a. Merkowi udaje się odkryć trasę, którą ma jechać konwój eskortujący ją do więzienia. Razem z Faith planuje na niego zasadzkę. Plan się udaje, jednak wkrótce po nim zostaje zaatakowana kryjówka Merka, a nieznani sprawcy ponownie porywają Kate. Śmiertelnie postrzelony Merkury przekazuje Faith, że jej siostra została uwięziona w Wieży – siedzibie burmistrza Callaghana i głównym centrum kontroli nad miastem. Z pomocą nieoczekiwanie przychodzi jej szef policji Miller, dzięki któremu sprinterka dostaje się do prywatnych pomieszczeń burmistrza, gdzie niszczy serwery kontrolujące komunikację. Udaje się jej dostać na dach, gdzie spotyka Scyzora trzymającego Kate na muszce. Wyjawia on Faith, że także brał on udział w projekcie, a ponadto był częścią planu mającego wywabić Sprinterów z ukrycia. Gdy próbuje on zabrać Kate do helikoptera, Faith skacze i wyrzuca Scyzora przez okno śmigłowca. Razem z siostrą uciekają z uszkodzonej maszyny.
Podczas napisów końcowych spiker mówi, że interwencja Faith spowodowała intensyfikację prac nad Projektem Icarus, a ona i jej siostra są wciąż poszukiwane pod zarzutem zabójstwa. Ponadto ostrzega on mieszkańców, by z powodu uszkodzenia serwerów przez pewien czas unikali środków komunikacji elektronicznej.

## Rozgrywka
Gracz kontroluje główną bohaterkę – Faith – z perspektywy pierwszej osoby. Porusza się ona po mieście, skacząc po dachach, biegając po ścianach i dostając się do budynków przez szyby wentylacyjne. Dokonuje tego przy pomocy technik i ruchów inspirowanych parkourem. Według producenta gry, Owena O’Briena, celem gry było pokazać [...] wysiłek i kontakt fizyczny ze środowiskiem z zapewnieniem swobody poruszania nieznanej w tego typu grach. Aby to osiągnąć, praca kamery została ściślej połączona z ruchem postaci. Na przykład kiedy Faith przyspiesza, kamera zaczyna bardziej się kołysać. W trakcie wykonywania przewrotu kamera obraca się wraz z bohaterką. Ręce, nogi i tors są widoczne w celu ukazania ruchu i pędu. W trakcie ruchu ramiona Faith poruszają się, a krok się wydłuża, natomiast w trakcie długich skoków ręce i nogi szukają punktu zaczepienia.
W grze bardzo ważną rolę spełnia pęd bohaterki. Gracz może go podtrzymać, pozostając cały czas w ruchu, co zachęca do wykonywania bardziej skomplikowanych akrobacji. Jeżeli Faith nie osiągnie wystarczającego pędu, nie zdoła wykonać zamierzonego ruchu i może spaść. Sterowanie w grze zostało uproszczone tak, aby wynikało z kontekstu: klawisz „w górę” powoduje, że Faith będzie pokonywać przeszkody, przechodząc nad nimi (np. skacząc, wspinając się czy korzystając z liny); analogicznie klawisz „w dół” spowoduje, że bohaterka będzie się czołgać, prześlizgiwać lub kucać. Aby ułatwić graczom wykonywanie dłuższych sekwencji ruchów, w grze umieszczono tzw. wzrok Sprintera. Dzięki niemu obiekty, z których można skorzystać, podświetlają się na czerwono w miarę zbliżania się Faith, co ułatwia odnajdywanie ścieżek i dróg ucieczki. W trakcie gry liczba tych wskazówek zmniejsza się, ponadto można je całkowicie wyłączyć. System jest także wykorzystany do tworzenia zagadek, w których gracz musi opracować sekwencję ruchów tak, aby osiągnąć wyznaczony cel. Drugim systemem wsparcia jest spowolnienie czasu, które aktywuje gracz. Pozwala ono na spowolnienie akcji i zastanowienie się bez utraty pędu i taktycznych korzyści.
Gracz może używać broni, ale O’Brien podkreślił, że to jest przygodowa gra akcji. Nie określiliśmy tej gry jako shootera – nie skupialiśmy się na broni, tylko na postaci. Rozgrywka w Mirror’s Edge skupia się na znajdowaniu najlepszej drogi w środowisku gry, natomiast walka odgrywa drugorzędną rolę. Ukończenie gry bez zabijania jakiegokolwiek przeciwnika odblokowuje osiągnięcie dla gracza. Broń może być zdobyta przez rozbrojenie przeciwnika, ale po wyczerpaniu amunicji musi być porzucona. Poza tym każda broń spowalnia Faith – im cięższa broń, tym bardziej ją obciąża. To zapoczątkowało strategię polegającą na wybieraniu momentów, kiedy korzystniej jest zrezygnować z mobilności na rzecz siły ognia.
Dodatkowo w grze dostępne są dwa specjalne tryby rozgrywki: „Gonitwa”, gdzie gracz może starać się ukończyć dany rozdział gry w jak najkrótszym czasie, oraz „Wyścig na czas”, gdzie gracz może spróbować ukończyć jedną ze specjalnych map w jak najkrótszym czasie. Najlepsze czasy mogą zostać wysłane na internetową tablicę wyników, skąd gracze mogą również pobrać zapis biegu innych graczy w postaci tzw. ducha i rywalizować z nim. Mapy są odblokowywane w miarę postępów gracza w kampanii. Według producenta Toma Ferrera, elementy „Wyścigu na czas” są krótkie, aby można było je powtarzać i ćwiczyć, uzyskując coraz lepsze czasy. To nie jest jak granie na kompletnym poziomie. Do dodatkowych zadań w trakcie gry należy również poszukiwanie toreb ukrytych na poszczególnych poziomach. Za ich odnajdywanie możliwe jest odblokowanie osiągnięć oraz trofeów.

## Rozwój i wydanie gry
W 2007 roku dyrektor studia DICE Ben Cousins powiedział w wywiadzie dla serwisu GameIndustry.biz, że studio, myśląc nad nowym tytułem, szukało czegoś świeżego i interesującego, przewidując potrzebę urozmaicenia po sukcesie serii Battlefield, z której jest znane.
W czerwcu 2007 roku brytyjski magazyn „Computer and Video Games” ujawnił, że studio DICE pracuje nad grą o tytule Mirror’s Edge, która ma wstrząsnąć gatunkiem gier [first-person shooter]. 10 lipca 2007 roku firma Electronic Arts oficjalnie zapowiedziała grę, a na Game Developers Conference w San Francisco w 2008 roku zaprezentowała pierwszy filmik z rozgrywki. Wideo zawierające wyłącznie elementy z gry zostało pokazane na Sony PlayStation Day w Londynie 6 maja 2008 roku.

Gra komputerowa stała się dziedziną sztuki. Chcieliśmy dać ludziom poczucie szybko pędzącego świata, w którym możemy równie szybko się poruszać. Początkowo odjęliśmy wszystkie kolory, a potem po prostu umieściliśmy kolor czerwony [by prowadził ludzi do celu]... Chciałem gry, w której będę mógł spojrzeć na zrzut ekranu i powiedzieć: „Hej, to jest Mirror’s Edge”.

Mirror’s Edge ma wyrazistą oprawę graficzną charakteryzującą się przewagą koloru białego i barw pastelowych, jednak z wyraźnym brakiem koloru zielonego. Według Owena O’Briena taka oprawa pozwala graczowi skupić się na Wzroku Sprintera, ponadto służy ona do informowania o stanie zdrowia Faith – barwy zaczynają się rozmywać w miarę obrażeń zadawanych bohaterce. Ponieważ rozwój gry przebiegał wtedy, kiedy autorski silnik graficzny studia Frostbite Engine nie był jeszcze gotowy, zdecydowano się wykorzystać silnik Unreal Engine 3. Użyto także systemu oświetlenia o nazwie Beast wyprodukowanego dla silnika przez firmę Illuminate Labs przy współpracy ze studiem DICE. Ten system pozwolił uwydatnić różne elementy otoczenia poprzez odbicia kolorów i światła. W celu rozwiązania problemu choroby lokomocyjnej związanej ze swobodnym ruchem kamery, jak i widokiem z pierwszej osoby, na środku ekranu umieszczono mały celownik służący do celowania i skupiania się na danych obiektach. Poza celownikiem, który może być wyłączony przez gracza, nie ma w grze żadnych innych wyświetlaczy przeziernych.
Wersja demonstracyjna gry, zawierająca początkowy rozdział, została udostępniona w usłudze PlayStation Store 30 października 2008 roku, a następnego dnia w usłudze Xbox Live Marketplace. 7 listopada 2008 roku studio DICE ogłosiło, że Mirror’s Edge osiągnęło złoty status, co oznaczało, że gra jest gotowa do produkcji, natomiast 13 listopada wersje dla konsol Xbox 360 i PlayStation 3 trafiły do punktów sprzedaży. 16 stycznia 2009 roku wydano wersję gry na komputery PC, która zawierała technologię Nvidia PhysX odpowiedzialną za detale i fizykę szkła, dymu oraz miękkich materiałów. Ta wersja zawierała również system zabezpieczający SecuROM v7.x, z wyjątkiem wersji dla platformy Steam.
Gra stała się powodem konfliktu pomiędzy Electronic Arts a kalifornijskim studiem EDGE Games o prawa do znaku towarowego. We wrześniu 2009 roku EA wystosowało petycje do EDGE o anulowanie praw do znaku, na co w odpowiedzi Tim Langdell, szef studia EDGE, oskarżył EA o to, że zaangażowanie jego firmy w negocjacje ugodowe było „grą na czas”. Jego firma potwierdziła prawa do frazy Mirror’s Edge jako pochodnej od frazy Edge.
Scenariusz gry, tworzony przez Rhiannę Pratchett, był przerabiany ze względu na decyzję o usunięciu z gry dialogów w trakcie misji, co spotkało się z niezadowoleniem scenarzystki. Wszystkie wycięte fragmenty scenariusza zostały w zamian zawarte w komiksie opartym na fabule gry. Sama Rhianna natomiast potwierdziła swoje zadowolenie ze współpracy ze studiem DICE oraz chęć napisania scenariusza do następnej części Mirror’s Edge.
Pierwotnie w Mirror’s Egde miał znajdować się jeszcze jeden poziom – Więzienie – który został usunięty z finalnej wersji. Nie ma oficjalnych informacji na temat jego umiejscowienia i roli w grze. Zrzuty ekranu i grafiki z poziomu można odblokować w trakcie rozgrywki.

### Kampania marketingowa
Osoby, które zakupiły grę w przedsprzedaży w sklepach GameCrazy, otrzymały kod, który odblokowuje fragment demonstrujący „Wyścig na czas” oraz koszulkę inspirowaną grą. Kod otrzymały również osoby, które złożyły zamówienie na Mirror’s Edge w sklepach GameStop, a ponadto torbę wzorowaną na te, które przenoszą Sprinterzy w grze. Z kolei kupujący grę w przedsprzedaży w sklepach GAME otrzymali koszulkę z edycji kolekcjonerskiej firmy Fenchurch. Ponadto grę można było zamówić za pośrednictwem strony internetowej Electronic Arts, na której można było kupić wersję z czerwoną torbą firmy Timbuk2. Na torbie znajdowało się logo gry, natomiast wewnątrz umieszczony był portret Faith.

### Komiks
W trakcie San Diego Comic-Con w 2008 roku studio DICE ogłosiło, że zostanie wydana limitowana seria komiksów Mirror’s Edge opartych na wydarzeniach z gry. Powstały one przy współpracy z DC Comics. Sześcioczęściową serię narysował Matthew Dow Smith, a autorką tekstów jest odpowiedzialna za scenariusz gry Rhianna Pratchett.

### Ścieżka dźwiękowa
7 października 2008 roku Electronic Arts ogłosiło wydanie albumu muzycznego z piosenką-tematem gry „Still Alive” (śpiewaną przez Lisę Miskovsky) oraz jej remiksów. Przy ich tworzeniu brali udział tacy artyści jak Benny Benassi, Junkie XL, Paul van Dyk, Teddybears oraz Armand Van Helden. Pomimo iż końcowa piosenka gry Portal nazywa się tak samo, utwory nie są ze sobą w żaden sposób powiązane. Album zatytułowany Still Alive: The Remixes wydano 11 listopada 2008 roku. Później był on dodawany do pudełek z grą w wersjach dla wszystkich platform sprzętowych. Kolejny album, Mirror’s Edge Original Videogame Score, został wydany 19 maja 2009 roku w formie dystrybucji elektronicznej, a skomponował go twórca ścieżki dźwiękowej do Mirror’s Edge, Magnus Birgersson.

## Odbiór gry

### Wersja dla PC
Gra otrzymała w większości pozytywne recenzje. Agregator Metacritic wystawił jej ocenę 81/100 na podstawie 44 recenzji. Podobnie ocenił ją również agregator GameRankings (80,23%). Graham Smith z serwisu Computer and Video Games, oceniając grę na 8,3/10, chwalił jej nowatorskie podejście do rozgrywki, dopracowanie i możliwość skupienia się na poprawianiu swoich osiągów w trybie „Wyścig na czas”; natomiast skrytykował brak możliwości szybkiego zapisu gry. Serwis Gry-Online pozytywnie ocenił rozgrywkę, szatę graficzną i ograniczoną możliwość użycia broni palnej, ale wytknął brak pełnej swobody poruszania oraz skrytykował polską wersję językową. Kevin VanOrd, recenzent GameSpotu, wyraził się z uznaniem o dopracowaniu gry, jej grafice, udźwiękowieniu i wyglądzie poziomów, ale negatywnie ocenił styl rozgrywki na zasadzie „metody prób i błędów”, skomplikowane sekwencje skoków w niektórych miejscach i system walki. Portal IGN w swojej recenzji pomimo generalnej pochwały gry, nie wypowiedział się pochlebnie o animowanych przerywnikach i systemie walki.

### Wersja dla PlayStation 3
Podobnie do wersji na PC, recenzenci w większości pochlebnie wypowiadali się o grze. Agregator Metacritic wystawił jej ocenę 79/100 na podstawie 66 recenzji, natomiast GameRankings – 78,67%. Pozytywnie o grze wypowiedział się Computer and Video Games, nazywając ją wspaniałym i wyjątkowym doświadczeniem, nawet jeśli krótkie elementy z użyciem broni nie do końca pasują [do gry]. Martin Robinson z serwisu IGN wystawiając ocenę 7.3/10 stwierdził, że jest to pasjonujące i gustowne przedsięwzięcie, ale pierwszy rozdział jest typowym samouczkiem. Serwis GameSpot w swojej recenzji krytykował poczucie skrępowania odczuwane na niektórych poziomach. Dziennik „The Guardian” odnotował fakt, iż gra jest bardzo krótka, natomiast „The Daily Telegraph” źle ocenił system rozgrywki bazujący według niego na „metodzie prób i błędów”.

### Wersja dla Xboksa 360
Wersja gry dla konsoli Xbox 360 również spotkała się z ciepłym przyjęciem. Agregator Metacritic, bazując na 82 recenzjach, wystawił grze ocenę 79/100, a GameRankings – notę 79,53%. „Official Xbox Magazine” ocenił grę na 9,5/10, chwaląc jej wspaniałe poczucie ruchu i rozgrywkę, a amerykański magazyn Play wystawił ocenę 9/10. GameSpot docenił wciągającą rozgrywkę i środowisko, ale krytykował niekonsekwentne tempo fabuły. Ian Bogost z serwisu Gamasutra wyróżnił produkcję za jej niekonwencjonalność, nazywając ją shooterem, w którym nienawidzisz strzelać. Portal Eurogamer, mimo wystawienia oceny 8/10, określił rozgrywkę jako chaotyczną, dodając, że [Mirror’s Edge] podzieli swoich odbiorców na pół... Niektórzy przymkną oko na oczywiste błędy, a inni nie docenią najpiękniejszych elementów gry; obydwa podejścia są uzasadnione...

### Sprzedaż
Deweloperzy pierwotnie zakładali sprzedaż trzech milionów kopii gry, jednak w lutym 2009 roku Electronic Arts potwierdziło, że liczba sprzedanych egzemplarzy przekroczyła milion. Według dokumentów sądowych z października 2010 roku dotyczących konfliktu pomiędzy Electronic Arts a Egde Games, sprzedaż Mirror’s Edge wyniosła powyżej dwóch milionów egzemplarzy na całym świecie, w tym 750 tysięcy egzemplarzy sprzedano w Ameryce Północnej, natomiast wersja gry na iPhone rozeszła się w liczbie powyżej 37 tysięcy egzemplarzy.

## Dodatki i sequel
4 grudnia 2008 roku Electronic Arts ogłosiło, że powstanie siedem nowych map do trybu „Wyścig na czas”, a ich wydanie planowane jest na styczeń przyszłego roku. Według Owena O’Briena:

Swoboda przemieszczania się i kontrola bohaterki w widoku z pierwszej osoby były najpopularniejszymi aspektami Mirror’s Edge, więc postaraliśmy się uwidocznić te cechy w tym zestawie map w ich najczystszej postaci. Specjalnie wybraliśmy bardziej abstrakcyjną estetykę pasującą do charakterystycznego stylu gry; dopiero po tym skoncentrowaliśmy się na pędzie oraz rozgrywce w taki sposób, by wykreować doświadczenia i wyzwania różniące się od głównej fabuły.

W styczniu ustalono dokładną datę wydania zestawu na 29 stycznia. Wydanie dodatku opóźniło się do 19 lutego, kiedy oficjalnie udostępniono Time Trial Map Pack dla platform PC, PlayStation 3 i Xbox 360.
Dwuwymiarowa gra przeglądarkowa oparta na fabule gry, Mirror’s Edge 2D, została wydana przez Electronic Arts we współpracy z Borne Games. Gra jest podobna pod względem rozgrywki do najpopularniejszej gry Borne Games – Fancy Pants Adventures; ponadto obie gry wykorzystują ten sam silnik graficzny. Jednopoziomową wersję beta wydano 11 listopada 2008 roku, natomiast wersja z trzema etapami została wydana 24 lutego 2009 roku. Deweloper na swojej stronie podaje, że cały Mirror’s Edge 2D został wydany, ale wciąż jesteśmy w wersji beta.
2 grudnia 2009 roku zapowiedziano wersje gry na iPhone i iPod touch. Gra miała wykorzystywać grafikę 3D i dynamiczną pracę kamery, miała liczyć 14 poziomów. Jej wydanie planowano na styczeń 2010 roku. Wydanie gry przesunięto na kwiecień, jednak wydano wtedy tylko wersję na iPada (dokładnie 1 kwietnia). Wersja na iPhone i iPod touch ukazała się 2 września 2009 roku.
W październiku 2008 roku Owen O’Brien zasugerował, że historia, którą obecnie opowiadamy, jest rodzajem trylogii. W czerwcu 2009 roku w wywiadzie dla serwisu VideoGamer.com starszy wiceprezes EA Games Europe Patrick Söderlund oficjalnie potwierdził, że trwają prace nad sequelem do Mirror’s Edge. W lutym 2011 roku pojawiły się jednak informacje, że rozwój Mirror’s Edge 2 został zatrzymany, a EA odrzuciło prototyp gry. Później EA wyjaśniło, że uważają Mirror’s Edge za ważną markę, ale nie podało żadnych dodatkowych informacji. Prezes Electronic Arts Frank Gibeau potwierdził na targach E3 w 2011 roku, że trwają prace nad sequelem gry oraz że będzie ona korzystała z silnika Frostbite 2.
10 czerwca 2013 roku na targach E3 został zaprezentowany pierwszy zwiastun gry Mirror’s Edge Catalyst (wtedy zatytułowana tylko Mirror’s Edge), która zostanie stworzona przez EA DICE na platformy Microsoft Windows, PlayStation 4 i Xbox One i będzie rebootem serii. Produkcja powstała na silniku Frostbite 3, a jej bohaterką nadal pozostaje Faith, jednak akcja tytułu osadzona jest w otwartym świecie. Premiera gry odbyła się 7 czerwca 2016 roku.